# Bulbul barbat gorjablanc
El bulbul barbat gorjablanc (Criniger ndussumensis) és una espècie d'ocell de la família dels picnonòtids (Pycnonotidae). Es troba a Camerun, República Centreafricana, Congo, República Democràtica del Congo, Guinea Equatorial, Gabon i Nigèria. Els seus hàbitats principals són els boscos tropicals i subtropicals de frondoses humits de les terres baixes i els boscos de pantans. El seu estat de conservació es considera de risc mínim.